# Jualijía
La jualijía es una danza de Navidad afroperuana de las haciendas de Cañete. Se bailaba delante de los nacimientos, golpeando el suelo y marcando la cadencia con una especie de árbol artificial adornado de oropeles y papelitos de colores, que cada uno llevaba en la mano y que llamaban la azucena.
Según el escritor Juan de Arona, el estribillo constante de las coplas o villancicos que cantaban mientras bailaban iba siendo: jualía, jía, jualijiá. En este nombre y estribillo debemos ver una castellanización del haylli incaico, con que se acompañan ciertas danzas y cantos de los antiguos peruanos.